# Thaumoctopus mimicus
Thaumoctopus mimicus is een octopus die in staat is zich voor te doen als verschillende onderzeese dieren.
De tot 60 cm grote octopus met bruine of witte strepen of vlekken leeft in de tropische zeeën van Zuidoost-Azië. De soort werd pas in 1998 officieel ontdekt voor de kust van Sulawesi.
Duikers zagen dat het dier wel 15 soorten nabootste waaronder: zeeslangen, koraalduivel, platvis, slangsterren, pijlstaartroggen, schollen, kwallen, zeeanemonen, bidsprinkhaankreeften.